# Apostelamt Juda
Het Apostelamt Juda (AJ) is in Duitsland ontstaan na nadat Julius Fischer, destijds districtsoudste in de Nieuw Apostolische Kerk, begin 1902 wegens geschillen over de leer rond de wederkomst van Christus werd geëxcommuniceerd.

## Ontstaan en korte historie
Julius Fischer (1867-1923), oorspronkelijk binnenvaartschipper van beroep, was in 1896 lid van de Nieuw Apostolische Kerk geworden (in de stam  'Efraïm' van apostel Krebs). Door zijn inspanningen konden in en rond zijn woonplaats Zehdenick spoedig meerdere nieuw-apostolische gemeenten worden gesticht en werd hij benoemd tot districtsoudste.  Hij kwam echter in conflict met de kerkleiding omdat hij andere inzichten had omtrent de wederkomst van Christus, die volgens zijn opvattingen al was wedergekomen in het vlees van de apostel. Fischer werd begin 1902 door Krebs geëxcommuniceerd, maar een aanzienlijk aantal van de hem toevertrouwde gemeenteleden bleef hem trouw. Hij bleef bijeenkomsten houden en in de avonddienst van 2 mei 1902 sprak de profeet Schröder in een tot Fischer gerichte profetie uit: "En gij zijt de jonge leeuw uit Juda, die de 7 zegelen verbreken zal." (vgl. Openbaring 5:5). Men beschouwde dit als roeping tot "Apostel in Juda". De door Fischer gestichte gemeenschap kreeg vervolgens de gelijkluidende naam: het Apostelamt Juda. Er volgde geen wijding, maar in dezelfde dienst ervoer Fischer volgens eigen zeggen, evenals enkele aanhangers die het gezien zouden hebben in een visioen, hoe de opgestane "persoonlijke Jezus Christus", die als een lichtgestalte verscheen, hem zegenend de handen oplegde en de Heilige Geest mededeelde. Men beschouwt deze datum als een keerpunt in de kerkgeschiedenis en ziet het apostolische werk van voordien slechts als 'voorbereidingstijd'.
Kort voor zijn dood bepaalde Fischer dat de gemeenschap in het verenigingsregister moest worden ingeschreven onder de naam Gemeinschaft des göttlichen Sozialismus - Apostelamt Juda, waarmee hij de tegenstelling wilde benadrukken tussen het goddelijke en het marxistische socialisme. De inschrijving vond in 1924 plaats in het verenigingsregister 'Berlin Mitte'.
Fischer had in 1922 Adolf Tschach (1891-1981) als zijn opvolger aangewezen. Een deel van de ambtsdragers stemde bij nader inzien niet met diens benoeming in en vormden het Apostelamt Jesu Christi.
In 1921 had zich bovendien het Apostelamt Johannes van Gustav Rothe afgescheiden, en in 1923 het Apostelamt Simeon in Juda van Krüger, dat sinds 1932 de toevoeging kreeg 'in Jakobs Geschlecht'. Dit werd in 1947 hernoemd tot Apostelamt Jesu Christi (Trubach).
Toen in de dertiger jaren het Nationaalsocialisme opkwam, werd het door Tschach uitgegeven tijdschrift Wahrheitskunde (met als ondertitel die Revolution auf dem seelischen Gebiet) evenals de samenkomsten van de gemeenschap verboden en kon men nog slechts in kleine (familie)kring bijeenkomen. Met instemming van de bezettingsmacht mocht men na de Tweede Wereldoorlog weer openbare samenkomsten houden.
Opvolgers van Tschach waren achtereenvolgens Walter Burkert (1923-1987) en tot op heden Heinrich Matschenz.
De diverse Duitse apostolische gemeenten, waarvan het AJ er slechts een is, tellen bij elkaar naar schatting zo'n 3000 leden.

## Ambten en opvattingen
Men kent in het AJ, net als bij veel andere Apostolischen, het viervoudige ambt van apostel, profeet, evangelist en herder en onderscheidt verder dat van bisschop, oudste, priester, diaken en onderdiaken. Maar ook onderscheidt men er vrouwelijke hulpambten van diacones, profetes en evangeliste. De ambtsdragers in het AJ zijn onbezoldigd.
Over de plaats en functie van het apostelambt schrijft men zelf: "Zoals Christus in zijn tijd, zo staat de apostel in Juda nu als Middelaar, Verlosser en Heiland onder de mensen die hulp en troost zoeken en behoefte hebben aan de genade en liefde van God. De Geest van God is in Zijn gaven en kracht steeds Dezelfde gebleven, evenzeer door Christus als nu door Juda. Zo hebben de volgende woorden van Christus ook voor Juda vandaag dezelfde geldigheid: Ik ben de Weg en de Waarheid en het Leven, niemand komt tot de Vader dan door Mij. (Johannes 14:6)"